# Vicente López y Planes
Alejandro Vicente López y Planes (Buenos Aires, 3 de maio de 1785 — Buenos Aires, 10 de outubro de 1856) foi um escritor, advogado e político, presidente interino da Argentina de 1827 a 1828.
É o autor da letra do Hino Nacional Argentino, adotado em 11 de maio de 1813.